# Holland (257ers)
Holland is een nummer van de het Duitse hiphopduo 257ers uit 2016. Het is de eerste single van hun vijfde studioalbum Mikrokosmos.
Het nummer is, zoals de naam al doet vermoeden, een hommage aan Nederland. In de tekst, begeleid door tegen de house aan liggende beats, wordt verwezen naar verschillende onderdelen van de Nederlandse cultuur. Ook worden er veel Nederlandse woorden in de tekst gebruikt. Daarnaast bevat het nummer veel Duitse clichés over Nederland, die in de tekst meteen worden ontkracht. Volgens Mike Rohleder, de ene helft van het duo, is de ode "uit pure liefde" gemaakt. "Hier kwamen we altijd met vakantie vroeger. Als kind heb ik hier nog leren zwemmen. We stonden altijd op de camping in Westkapelle in Zeeland. Nederland voelt als ons tweede thuis", aldus Rohleder. Het nummer werd een bescheiden hit in thuisland Duitsland, waar het de 18e positie behaalde. Ondanks dat in de tekst de loftrompet over Nederland gestoken wordt, werd bereikte het nummer geen hitlijsten in Nederland.